# Hippocrepidea nigra
Hippocrepidea nigra — вид грибів, що належить до монотипового роду  Hippocrepidea.